# Вільям Меддісон
Вільям Меддісон (англ. William Maddison, 1882 — 10 червня 1924) — британський яхтсмен.
Олімпійський чемпіон 1920 року в класі 7 метрів.